# The Great Game

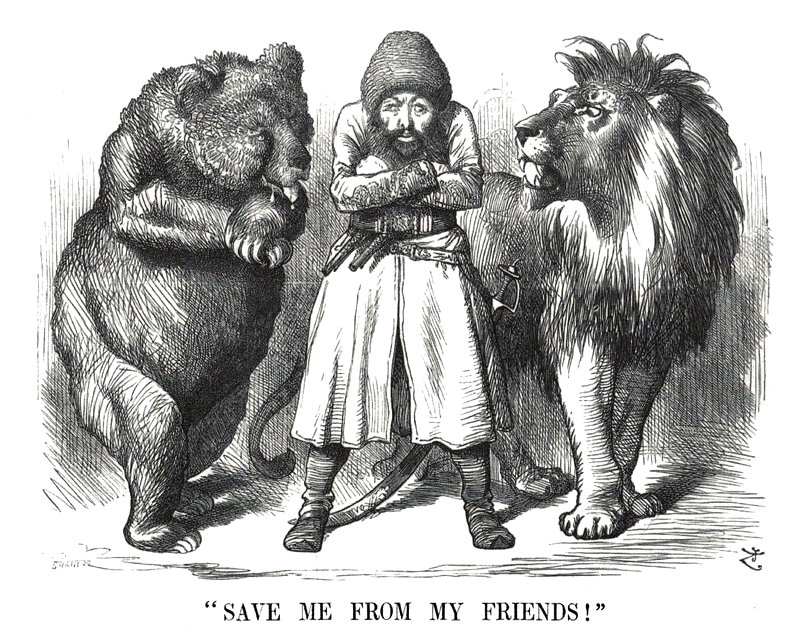
Der afghanische Emir Schir Ali mit seinen „Freunden“ Russland (Bär) und Vereinigtes Königreich (Löwe); Karikatur von 1878

Als The Great Game oder Das Große Spiel wird der historische Konflikt zwischen dem Britischen Weltreich und dem Russischen Kaiserreich um den Einfluss in Zentralasien bezeichnet. Er dauerte von den Napoleonischen Kriegen bis zum Vertrag von Sankt Petersburg im Jahr 1907, in dem ein Ausgleich und eine Abgrenzung der Interessensphären erreicht wurde. Ähnliche Konflikte gab es später zwischen der Oktoberrevolution im Jahr 1917 bis zur Teilung Britisch-Indiens, 1947.

## Begriff
Die Bezeichnung The Great Game wird gewöhnlich dem 1835 bis 1840 in Mittelasien eingesetzten britischen Geheimdienstoffizier Arthur Conolly zugeschrieben; größere Verbreitung fand der Ausdruck durch Rudyard Kiplings Roman Kim (“Now I shall go far and far into the North, playing the Great Game”). Im akademischen Kontext wird der Begriff auf eine Rede von H. W. C. Davis von 1926 zurückgeführt.
Heute werden fallweise auch geostrategische Konflikte zwischen den Vereinigten Staaten, der Sowjetunion bzw. Russland, China und Indien als „The Great Game“ oder „The New Great Game“ bezeichnet, wobei es nicht immer um Zentralasien geht, sondern auch um andere Regionen, wie etwa die Küstenländer des Indischen Ozeans.

## Geschichte

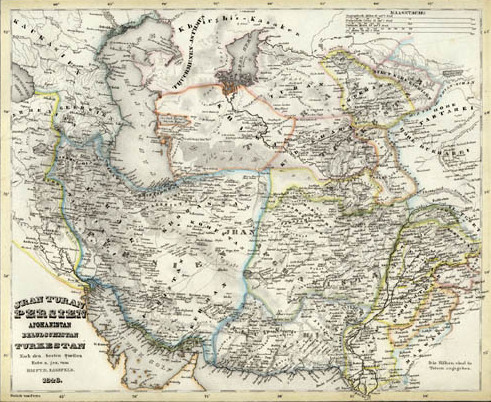
Zentralasien um 1850

Gegenstand des Großen Spiels war die Vorherrschaft in Zentralasien. Der russische Staat versuchte, über Turkestan zum Indischen Ozean vorzustoßen, um an einen eisfreien Hafen zu gelangen. Dies war seit Peter I. ein vorrangiges Ziel der russischen Außenpolitik. Schon 1807 berichteten britische Agenten, Napoleon und Zar Alexander I. hätten sich verabredet, gemeinsam Indien anzugreifen und dem Britischen Weltreich den Subkontinent zu entreißen. Dieser Plan wurde zwar nie umgesetzt, trotzdem bemühte sich das Vereinigte Königreich, die Expansion des Zarenreichs in diesem Raum zu verhindern.
1837 war der russische Leutnant Jan Wiktorowitsch Witkewitsch auf dem Weg zum afghanischen Herrscher Dost Mohammed. Sein Unternehmen war Teil der 1835 begonnenen Annäherung Afghanistans an Russland. In Kabul traf er auf den britischen Offizier und Vertrauten Dost Mohammeds Alexander Burnes. Dieser war im Auftrag der britischen Regierung in Kabul, um einen Vertrag auszuhandeln. Kernproblem dieser Verhandlungen war der Status von Peschawar. Der britische Generalgouverneur von Kalkutta, Baron Auckland, forderte Dost Mohammed auf, seine Ansprüche auf Peschawar sowie seine Annäherung an Russland aufzugeben. Da diese Forderungen als unannehmbar galten, wurde Burnes aus Kabul ausgewiesen. Gleichzeitig hatte der russische Botschafter Graf Iwan Ossipowitsch Simonitsch das Kommando über die persische Armee übernommen. Daraufhin landeten britische Truppen am Persischen Golf. Dies hatte zur Folge, dass sich die persischen Truppen zurückzogen und sowohl Simonitsch als auch Witkewitsch nach Russland zurückbeordert wurden. Schließlich kam es aus dieser Situation zum Ersten Anglo-Afghanischen Krieg.

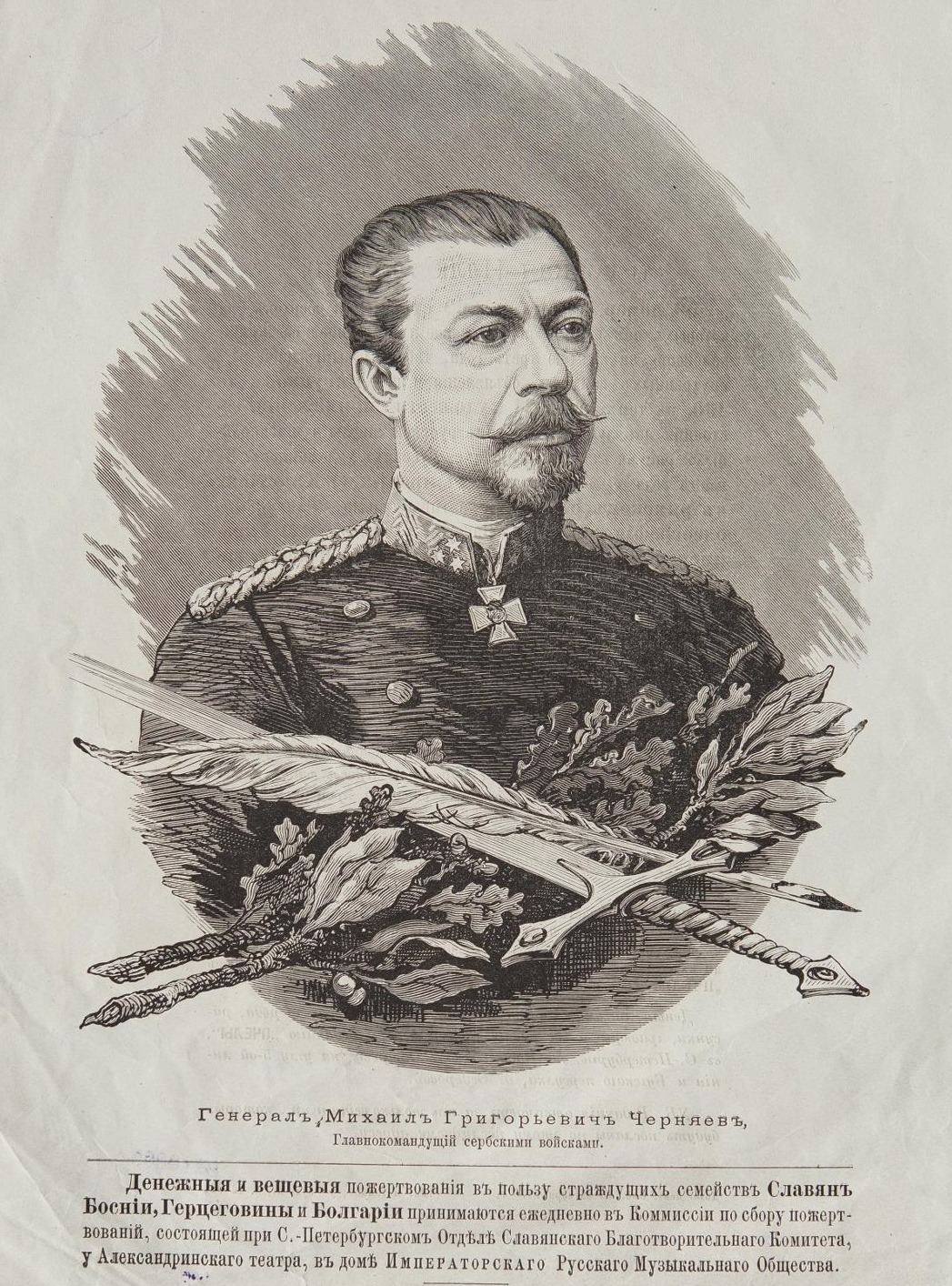
Michail Grigorjewitsch Tschernjajew

General Michail Grigorjewitsch Tschernjajew eroberte 1864/65 Taschkent und forcierte damit unter Zar Alexander II. die Ausdehnung Russlands in den transkaspischen Raum und nach Zentralasien. Das spätere Kasachstan war bereits ab der Mitte des 18. Jahrhunderts sukzessive dem russischen Zarenreich eingegliedert worden. Es kam in der Folge dort zur Bildung der drei kasak-kirgisischen Horden. Im 19. Jahrhundert kam es vermehrt zu kasachischem Widerstand gegen die russische Herrschaft: Auf dem Gebiet des einstigen Kasachen-Khanates wurde nun die Bökey-Horde begründet, die das Khanat restaurieren wollte. Doch wurde das nachmalige Kasachstan durch General Konstantin Petrowitsch von Kaufmann (1818–1882) unterworfen und in der Folge dem Generalgouvernement Turkestan unterstellt, in dem die gesamten russischen Erwerbungen in Zentralasien zusammengefasst wurden. An dessen Spitze stand Kaufmann. Unter ihm wurde vorübergehend auch das Kuldschagebiet (heute Gulja oder Yining, Teil des Uigurischen Autonomen Gebiets Xinjiang) eingenommen, welches jedoch 1881 an China zurückgegeben werden musste.

Turkestan um 1900

Danach fielen in rascher Folge auch Chudschand, Jizzax und Samarkand (bedeutende Knotenpunkte der Seidenstraße) in russische Hand. 1881–85 wurde das transkaspische Gebiet im Zug eines Feldzugs annektiert, den die Generäle Michail Nikolajewitsch Annenkow und Michail Dmitrijewitsch Skobelew leiteten; unter anderem Aschgabat und Merw (beide im heutigen Turkmenistan; vgl. Vertrag von Achal zwischen dem Russischen Reich und Persien) kamen unter russische Kontrolle. Kuschka (heutzutage in Turkmenistan gelegen) stellte den südlichsten Punkt der russischen Expansion dar.
Infolge des Panjdeh-Zwischenfalls kam die russische Expansion südwärts 1887 zum Stillstand, als mit dem Kontrahenten Großbritannien die afghanische Nordgrenze festgelegt wurde, die gleichzeitig als Demarkationslinie der Interessen- und Einflusssphären festgeschrieben worden war. Afghanistan wurde so zum Pufferstaat zwischen den beiden imperialen Mächten, was 1907 im Vertrag von Sankt Petersburg bekräftigt wurde. Das Emirat Buchara sowie das Khanat Chiwa blieben formell unabhängig, waren jedoch im Wesentlichen Protektorate entlang der Kette von Fürstenstaaten im Norden Britisch-Indiens (Chiwa ab 1873).
Ab den 1870er- und 1880er-Jahren spielte Turkestan auch durch den Baumwollanbau eine relativ bedeutende ökonomische Rolle im Russischen Reich; durch die Folgen des Amerikanischen Bürgerkriegs waren die Weltmarktpreise für den Rohstoff erheblich gestiegen. Die transkaspische Eisenbahn von Krasnowodsk (heute Türkmenbasy) über Samarkand nach Taschkent sowie die Trans-Aral-Eisenbahn von Orenburg nach Taschkent wurden gebaut. Die Turkestan-Sibirische Eisenbahn (Turksib) war bei Ausbruch des Ersten Weltkriegs noch in Planung und wurde erst zwischen 1927 und 1931 fertiggestellt.
Vor dem Ersten Weltkrieg dominierten andere Prioritäten die Außenpolitik der Kontrahenten: Durch den Beitritt Russlands zur Entente cordiale 1907 wurde diese zur Triple Entente erweitert, die vornehmlich gegen die weltpolitischen Ambitionen des Deutschen Kaiserreichs gerichtet war (siehe dazu Bagdadbahn). Deutsche Militärs und Politiker planten im Ersten Weltkrieg, Truppen nach Zentralasien zu schicken. Zudem war Japan zu einem neuen Gegner Russlands auf dem asiatischen Kontinent bzw. in Fernost avanciert (vgl. Russisch-Japanischer Krieg).
Die letzte koloniale Erwerbung des Russischen Kaiserreichs war Tuwa, das 1911 von russischen Truppen besetzt wurde und formal als Protektorat galt.
In den 1920er und 1930er Jahren verlagerte sich das Great Game nach Turkestan und Afghanistan sowie auf politische Konflikte und Reibereien in der Türkei, Persien und Britisch-Indien.

## Halford Mackinders Heartland-Theorie

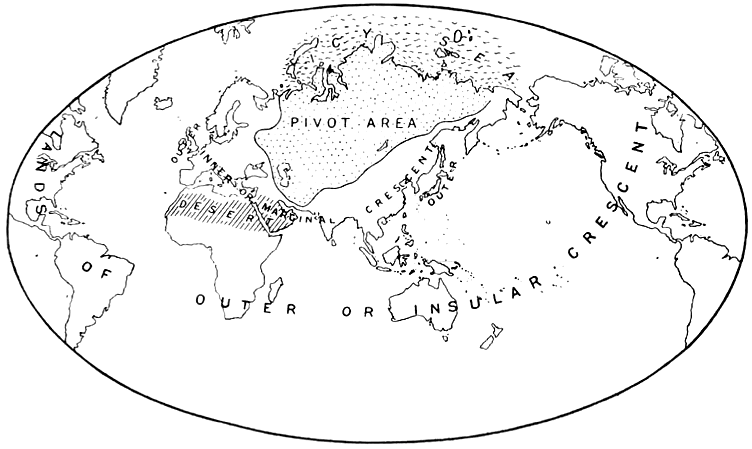
Laut Mackinder ist die Pivot Area entscheidend für die globale Dominanz

Das Great Game wurde auch zum Thema des zu Beginn des 20. Jahrhunderts aufkommenden Forschungsgebiets der Geopolitik. Der britische Geograph Halford Mackinder formulierte in seiner im Januar 1904 vor der Londoner Royal Geographical Society präsentierten, im gleichen Jahr im Geographical Journal veröffentlichten Schrift The Geographical Pivot of History (etwa „Der geografische Drehpunkt der Geschichte“) die Heartland-Theorie als Teil der britischen imperialen Strategie. Deren Hauptthese war, die Beherrschung Eurasiens als pivot area (Kernland) sei der Schlüssel zur Weltherrschaft. Großbritannien könne als führende Seemacht aufgrund seiner Insellage diese weiträumigen Gebiete nicht beherrschen und müsse mit dem Aufkommen eines gefährlichen, ebenfalls nach Expansion strebenden Konkurrenten auf dem Kontinent rechnen, vor allem mit Russland.
Mackinder betonte, im Verlauf der Geschichte hätten sich sowohl Land- als auch Seemacht als entscheidende Faktoren erwiesen. Auf das „Kolumbische Zeitalter“ seit 1492, in dem Seemacht die ausschlaggebende Rolle gespielt hatte, würde im 20. Jahrhundert aller Voraussicht nach ein Zeitalter folgen, in dem Landmächte des eurasischen Kontinents die Dominanz erringen würden. Mackinders Papier war von dem zu diesem Zeitpunkt bereits absehbaren russisch-japanischen Konflikt um die Kontrolle der Mandschurei beeinflusst, in dem die Eisenbahn als militärstrategisches Transportmittel eine entscheidende Rolle spielen würde. Eine starke eurasische Landmacht wie Russland oder auch Deutschland oder eine Kombination dieser Mächte könne somit die britische Vormachtstellung in Südasien jederzeit herausfordern. Laut Gerard Toal, einem führenden Vertreter der wissenschaftlichen Disziplin der Kritischen Geopolitik, sind die Ideen Mackinders von 1904 und 1919 ein Versuch einer Elite, eine „aus den Fugen geratende Welt mit ihrer imperialistischen Perspektive zu disziplinieren“.

## Einfluss auf den Ausbruch des Ersten Weltkrieges und weitere Ereignisse
Die Angst der Briten, vor einem Angriff des Russischen Kaiserreichs auf Britisch-Indien, ließ sie deren Aufmerksamkeit auf andere Gebiete lenken. Die Krim erwies sich als solches, da durch den Krimkrieg alle Aufmerksamkeit nun bei der Halbinsel lag, jedoch war der Krieg auch ein Versuch den russischen Gegner zu „verstümmeln“ und die Gebiete wieder dem Osmanischen Reich wiederzugeben. Nach der Niederlage des Kaiserreiches musste auch die Schwarzmeerküste entmilitarisiert werden, was dann zur nächsten Aufmerksamkeit führte, da man von russischer Seite aus, diese schnell wieder bewaffnen wollte. Dies gelang dann auch im Winter 1870 und da das Militär reformiert wurde, war die Gefahr noch größer für einen Überfall auf Britisch-Indien. Durch den Dreikaiserbund gab es eine Annäherung Russlands zum Deutschen Reich und Österreich-Ungarn. Dies erhöhte die Wahrscheinlichkeit für einen Angriff auf Indien, da Deutschland neutral sein würde und der Zar sich nun stärker auf den Nahen und Mittleren Osten konzentrieren konnte. Nach dem Auslaufen des Dreikaiserbundes und dem Rückversicherungsvertrag wandte sich Großbritannien Frankreich zu und gründete, trotz Spannungen (siehe: Faschoda-Krise), die Entente cordiale 1904. Später wurde das Russische Kaiserreich auch aufgenommen (Triple Entente 1907). Dies erfolgte auch, um die Kriegsgefahr in Indien zu verringern. Das Deutsche Kaiserreich fühlte sich dadurch bedroht und rüstete noch stärker auf, was die Aufmerksamkeit des russischen Militärs auf Europa richtete.